# Cibeureum
 (décembre 2023).
Si vous disposez d'ouvrages ou d'articles de référence ou si vous connaissez des sites web de qualité traitant du thème abordé ici, merci de compléter l'article en donnant les références utiles à sa vérifiabilité et en les liant à la section « Notes et références ».
Cibeureum est une commune indonésienne du  Java occidental, département du Bogor, canton de Cisarua. Elle se situe aux limites du parc national de Gunung Gede Pangrango.

## Galerie

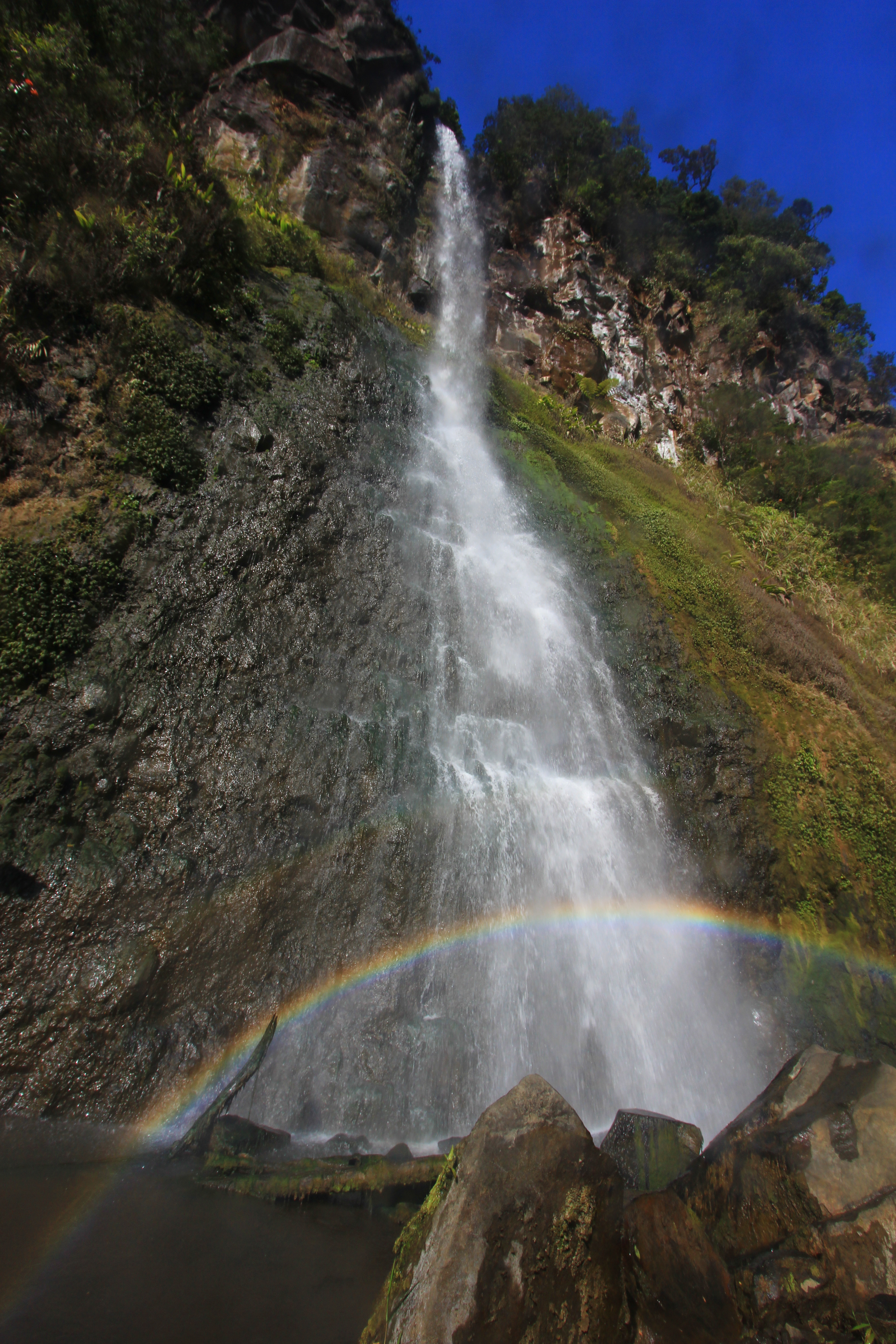
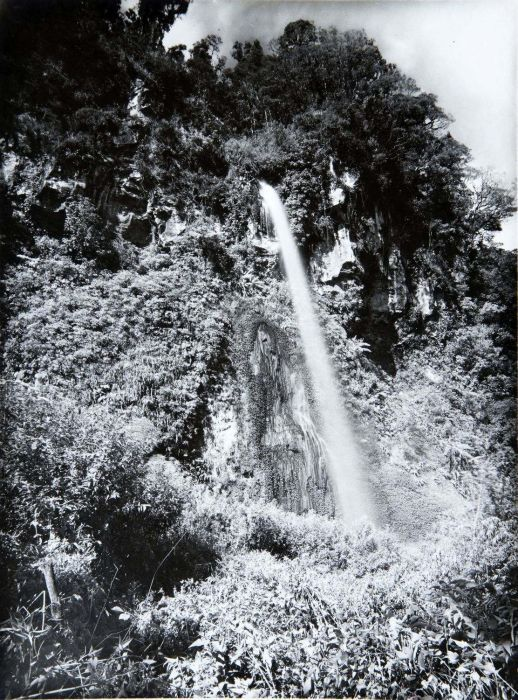
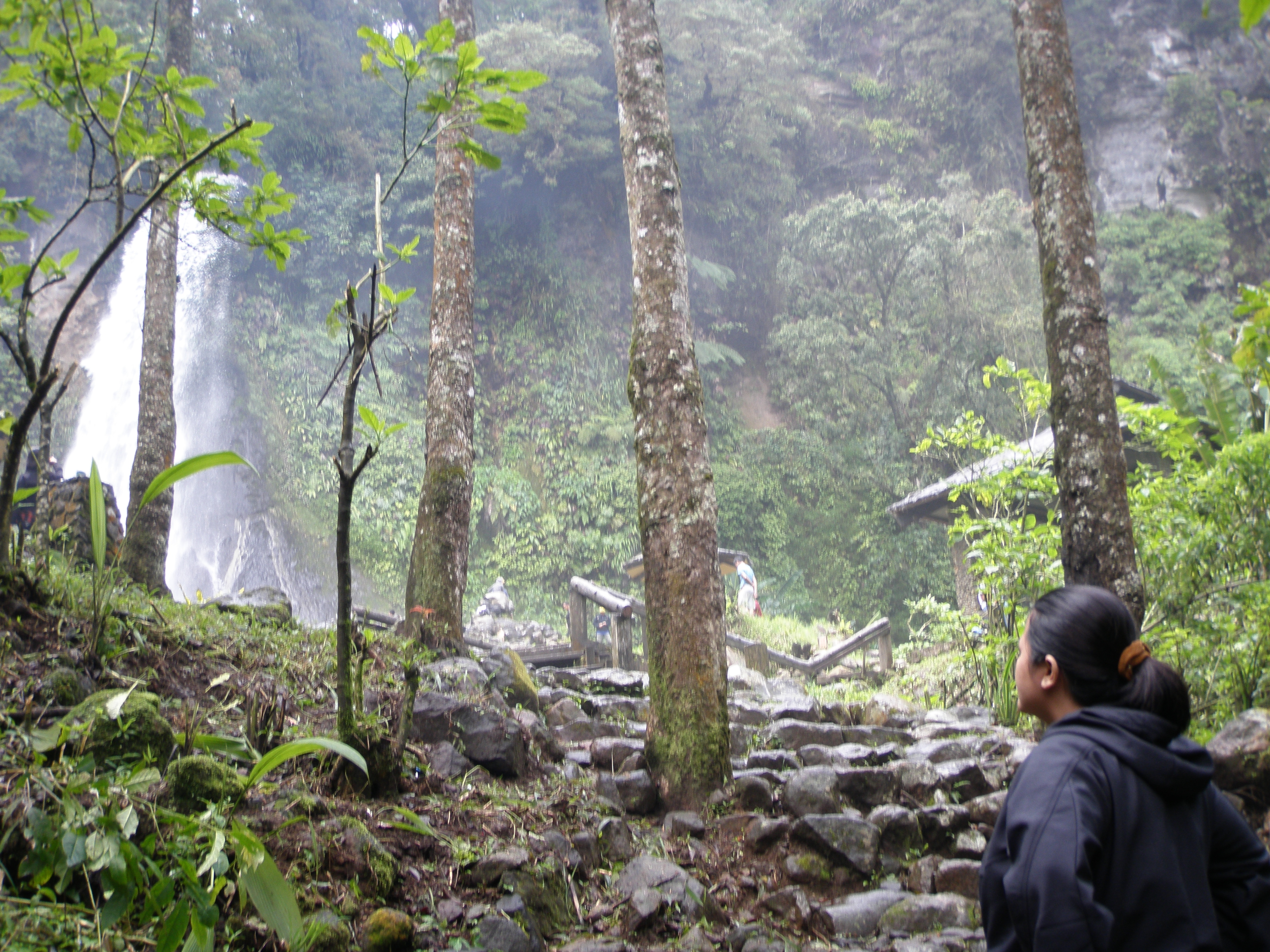